# Haplosymploce andamanica
Haplosymploce andamanica är en kackerlacksart som först beskrevs av Karlis Princis 1951.  Haplosymploce andamanica ingår i släktet Haplosymploce och familjen småkackerlackor. Inga underarter finns listade i Catalogue of Life.